# شاندی
شاندی (به لاتین: Shunde District) یک سکونتگاه مسکونی در جمهوری خلق چین است که در فوشان واقع شده‌است.

## خصوصیات
شاندی ۸۰۶ کیلومترمربع مساحت و ۱٬۲۲۰٬۰۰۰ نفر جمعیت دارد.